# Vincent Niamien
Vincent Niamien, né en 1956 à N'Gattadolikro au centre de la Côte d'Ivoire, est un designer ivoirien, créateur de mobilier, principalement de chaises associant le bois et le métal. Il s'est établi au Canada.